# Hans Klein (Flieger)
Hans Klein (* 17. Januar 1891 in Stettin; † 18. November 1944 bei Bremen) war deutscher Generalmajor im Zweiten Weltkrieg.

## Leben
Klein wurde als eines von sieben Kindern eines Kaufmanns geboren. Er machte das Abitur Oktober 1911 am Friedrich-Wilhelm-Realgymnasium und studierte anschließend an der Technischen Hochschule Charlottenburg.

### Militärische Laufbahn

#### Erster Weltkrieg
Nach Ausbruch des Ersten Weltkriegs meldete er sich am 12. August 1914 als Kriegsfreiwilliger in das Ersatz-Bataillon des Füsilier-Regiments „Königin Viktoria von Schweden“ (Pommersches) Nr. 34 in Stettin, wurde dann am 26. Oktober 1914 dem Reserve-Infanterie-Regiment Nr. 210 zugeteilt und kam mit diesem an der Westfront zum Einsatz. Dort erfolgte am 2. November 1914 seine Beförderung zum Unteroffizier. Vom 15. Februar bis 24. März 1915 wurde Klein zum Offiziers-Aspiranten-Kursus Warthelager kommandiert und am 22. März 1915 zum Leutnant der Reserve ernannt. Nach seiner Rückkehr an die Front setzte man ihn als Zugführer ein. Ein Jahr später kommandierte man Klein am 1. Februar 1916 zur Fliegerausbildung zum Armeeflugplatz 4, die er dann ab 2. April 1915 an der Fliegerschule Holsin und bei der Fliegerersatz-Abteilung 8 abschloss. Die kommenden Monate war er in der Folge bei der Fliegerersatz-Abteilung 7, bei der Festungsflieger-Abteilung 6 sowie dem Armeeflugpark 2, ehe man Klein am 22. November 1916 als Flugzeugführer zur Jagdstaffel 4 versetzte. Ab 27. September 1917 war Klein Führer der Jagdstaffel 10.
Für den Abschuss von 15 Feindfliegern sowie fünf Fesselballons wurde er zum Orden Pour le Mérite eingereicht, den Wilhelm II. ihm am 4. Dezember 1917 verlieh. Vorher war Klein bereits mit beiden Klassen des Eisernen Kreuzes sowie dem Ritterkreuz des Königlichen Hausordens von Hohenzollern mit Schwertern ausgezeichnet worden. Insgesamt konnte er 22 Luftsiege erringen, u. a. am 13. April 1917 über das australische Fliegerass Lancelot Richardson, der den Abschuss nicht überlebte.
Am 19. Februar 1918 wurde er vor Cambrai schwer verwundet, wobei er seinen rechten Daumen verlor und war nach einem längeren Lazarettaufenthalt nicht mehr dienstfähig. Klein wurde zur Verfügung der Fliegerersatz-Abteilung 9 gestellt, beurlaubt und schied am 12. April 1918 aus dem Militärdienst aus.

#### Zwischenkriegsjahre
Im Dezember 1918 nahm er das infolge des Kriegsausbruchs unterbrochene Studium an der Technischen Hochschule Berlin-Charlottenburg wieder auf und schloss dieses am 1. Mai 1919 als Diplom-Ingenieur ab. Er war dann kurzzeitig bei der Düsseldorfer Treuhand-Gesellschaft Altenburg & Teves als kaufmännischer Angestellter tätig und wurde zwei Monate später Inhaber der Firma Ordnung und Gewinn, Büro für moderne Betriebsorganisation in Altona. Klein trat am 1. Juni 1920 als Direktor in die Firma SKF-Norma Kugellager Berlin ein, wo er bis zum 31. Dezember 1926 tätig war. Er wurde dann zum Geschäftsführer der Firma Adolf Wolfsholz in Düsseldorf berufen. Mitte 1931 verzog er nach Landsberg am Lech. Hier war Klein als Gutsbesitzer sowie Mitglied des Stadtrates tätig. Die örtliche Hitlerjugend ernannte ihn zum Ehrenbannführer.
Als Fliegerkapitän und Stabsführer der Fliegerlandesgruppe III trat Klein am 15. März 1934 dem Deutschen Luftsportverband bei und wurde nach der offiziellen Gründung der Luftwaffe am 1. März 1935 in diese übernommen. Zunächst fungierte Klein als Kommandeur der Luftgau-Reserve I und wurde einen Monat später zum Major befördert. Vom 1. Oktober 1936 bis 31. Januar 1939 war er Kommandeur der Flugzeugführerschule Celle sowie zeitgleich dortiger Fliegerhorst-Kommandant, während dieser Zeit wurde er am 1. Januar 1937 zum Oberstleutnant befördert. In seiner Funktion als Fliegerhorst-Kommandant Wiesbaden erfolgte am 1. April 1939 die Beförderung zum Oberst.
Klein erhielt am 27. August 1939, dem sogenannten Tannenbergtag den Charakter als Generalmajor verliehen.

#### Zweiter Weltkrieg
Am 1. Oktober 1939 mit Beginn des Zweiten Weltkriegs übernahm Klein als Kommodore das Jagdgeschwader 53. Diesen Posten gab er bereits am 15. Dezember 1939 wieder ab und wurde zum Jagdfliegerführer 3 ernannt. Vom 9. März bis 18. Dezember 1940 erfolgte seine Versetzung zur Inspektion der Jagdflieger- und Zerstörer-Fliegerschulen und seine anschließende Verwendung als Referent im Reichsluftfahrtministerium. Man stellte Klein am 21. Januar 1941 zur Verfügung, beförderte ihn am 1. Februar 1941 zum Generalmajor und verabschiedete ihn am 31. Mai 1941 aus dem aktiven Dienst. Bereits einen Tag später wurde er wieder zur Verfügung gestellt, jedoch nicht weiter verwendet und schließlich am 31. Mai 1943 endgültig in den Ruhestand verabschiedet.
Klein verunglückte bei einem Autounfall nahe Bremen tödlich.